# Listeriaceae
Listeriaceae è una famiglia di batteri appartenente all'ordine dei Bacillales. Essa comprende due generi: Brochothrix e Listeria.